# Colibrí maragda ventredaurat
El colibrí maragda ventredaurat (Chlorostilbon lucidus) és una espècie d'ocell de la família dels troquílids (Trochilidae) que habita a l'est, centre i sud del Brasil, Bolívia, el Paraguai, Uruguai i nord de l'Argentina.